# Бэкон, Роберт
Роберт Бэкон (англ. Robert Bacon; 5 июля 1860, Джамайка плэйн — 29 мая 1919, Нью-Йорк, Нью-Йорк) — американский политик-республиканец, 39-й Госсекретарь США.

## Биография
Роберт Бэкон родился Ямайка Плейн, Массачусетс. Его родителями были Уильям Бенджамин Бэкон и Эмили Кросби Лоу. Окончил Гарвардский университет, где был членом A.D. Club и Delta Kappa Epsilon. 10 октября 1883 года женился на Марте Волдрон Коудин. У них родилось четыре ребёнка: Роберт Лоу Бэкон, Гаспар Гризвольд Бэкон, Эллиот Коудин Бэкон и Марта Беатрикс Бэкон, которая вышла замуж за Джорджа Уитни (1885—1963). Их сын Роберт был членом Палаты представителей, Гаспар председателем Сената Массачусетса и вице-губернатором.
С 1894 года начал работать в J.P. Morgan & Co.. Вместе с Джоном Морганом участвовал в формировании U.S. Steel и Northern Securities Company. Покинул компанию в 1903 году из-за нервного перенапряжения.
5 сентября 1905 года президент Теодор Рузвельт назначил Бэкона, своего друга по Гарварду, заместителем Госсекретаря США Элиу Рута, место которого 27 января 1909 года он и занял. На этом посту Бэкон участвовал в разработке соглашения с Колумбией и Панамой о Панамском канале. Ушёл в отставку 4 марта 1909 года.
В 1909—1912 годах работал послом США во Франции. После ухода с этого поста был назначен в штаб Джона Першинга.
В августе 1914 года Бэкон отправился на Западный фронт Первой мировой войны, где помогал частям американских автомобилей скорой помощи. В 1915 году вышла в свет его книга «Лучшие отношения с нашими латиноамериканскими соседями». В 1917 году получил звание майора, а в следующем году назначен Першингом руководителем американской военной миссии в британской Ставке.
29 мая 1919 года Роберт Бэкон умер от заражения крови после того, как ему удалили мастоидит.